# Atentados de junho de 2017 em Londres
Os atentados de junho de 2017 em Londres foram uma série de ataques terroristas que aconteceram na cidade de Londres, na Inglaterra, precisamente a 3 de junho de 2017. O ataque foi realizado por pelo menos três homens (que acreditam-se que sejam terroristas islâmicos), que atropelaram vários pedestres na Ponte de Londres e depois, após saírem do veículo, esfaquearam várias pessoas no famoso Mercado Borough e num restaurante na rua Stoney. Os agressores acabaram sendo mortos pela polícia logo em seguida. Pelo menos oito pessoas foram mortas no atentado, com outras 48 ficando feridas (21 em estado crítico).

## Ataques

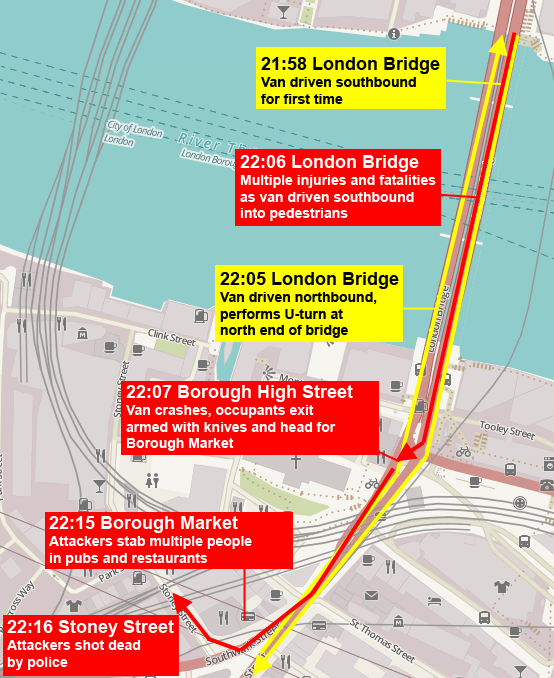
Mapa do ataque. A linha vermelha indica a trajetória dos terroristas e seus pontos de ataque.

Por volta das 21h58h BST (UTC+1), uma van branca veio pela Ponte de Londres (pelo norte) e subiu na calçada e começou a atropelar vários pedestres. Após o carro bater perto de Barrowboy e do pub Banker na rua Borough, os três homens dentro da van saíram do veículo utilizando cintos explosivos falsos, e correram até a rua Stoney, próximo ao mercado Borough, onde esfaquearam quatro pessoas no pub Borough Bistro. O ataque com as facas aconteceu logo após os atropelamentos na ponte. Alguns dos fregueses dentro do pub tentaram se defender, jogando garrafas, cadeiras e outros itens nos agressores.
Pessoas que estavam dentro e perto de outros restaurantes locais próximos também foram atacadas. Segundo testemunhas, um dos agressores, enquanto realizava os ataques, gritava "Isto é por Alá". Florin Morariu, um padeiro romeno, atacou um dos terroristas com uma caixa e depois deu abrigo para cerca de 20 pessoas em sua lanchonete.
Os três agressores foram, após os ataques, imediatamente mortos por policiais londrinos, oito minutos depois da primeira ligação de emergência. Um total de 46 tiros foram disparados por oito agentes de segurança.

### Eventos posteriores

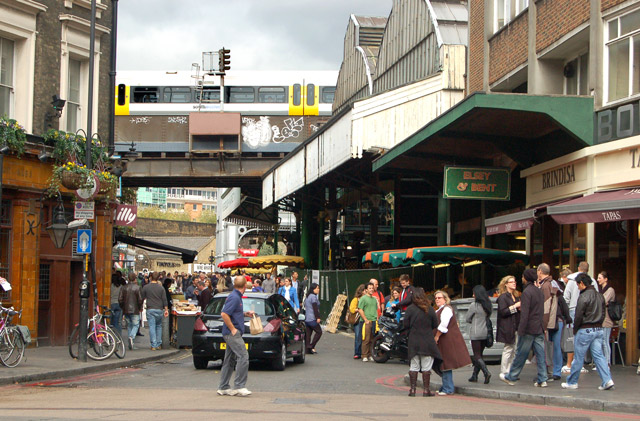
A rua Stoney, Borough, onde os esfaqueamentos aconteceram (fotografia de 2009).

A Polícia Metropolitana pediu para o público fugir e se esconder, e que permanecessem calmos e vigilantes. Todos os prédios próximos a Ponte de Londres foram evacuados, e as estações do metrô de London Bridge, Borough e Bank foram fechados. As estações Waterloo East, Charing Cross e Cannon Street também foram fechadas logo em seguida. A Secretaria de Estado para Assuntos Internos do governo britânico autorizou que unidades contraterroristas do Serviço Aéreo Especial (SAS) fossem para Londres para dar apoio as forças de segurança locais.
A Polícia Metropolitana também descocou barcos para o rio Tâmisa, para contribuir com a evacuação da área e procurar por mais vítimas que pudessem ter caído da ponte. As 01h45h BST em 4 de junho, agentes da polícia realizaram explosões controladas para detonar os cintos explosivos falsos dos terroristas.
Uma reunião do Gabinete de Segurança do governo britânico aconteceu no amanhecer de 4 de junho. As estações de metrô próximas continuaram fechadas, mas foram eventualmente sendo liberadas. Um cordão de segurança foi feito ao redor dos locais onde aconteceram os ataques. A estação de metrô da Ponte de Londres foi reaberta as 05h00 de 5 de junho.

## Total de mortos e investigação
Oito pessoas inocentes foram mortas nos ataques, incluindo pelo menos um britânico, uma cidadã canadense, três franceses, dois australianos e um espanhol. Os três terroristas foram mortos pela polícia londrina perto do local do atentado. Cerca de 48 pessoas foram feridas nos ataques, incluindo um cidadão neozelandês, quatro australianos, dois alemães e quatro franceses; dos feridos, pelo menos 21 estavam em estado crítico.
Quatro policiais foram feridos no atentado. Um membro da Polícia de Transporte foi esfaqueado e sofreu ferimentos graves na cabeça, rosto e pescoço. Um policial de folga tentou derrubar um dos agressores e acabou ferido. Outros dois polícias foram feridos levemente na cabeça e no braço.
Um civil foi acidentalmente baleado pela polícia na cabeça, mas não morreu e se recuperou.
Na manhã de 4 de junho, a polícia começou uma série de batidas em apartamentos do leste de Londres, onde os agressores viviam, prendendo doze pessoas; explosões controladas foram feitas próximo do local. Entre os presos estavam cinco homens de idade entre 27 e 55, e seis mulheres entre 19 e 60, apreendidos em locais diferentes. Um dos presos foi posteriormente solto sem que qualquer acusação fosse feita. Quatro propriedades foram revistadas, incluindo duas em Newham e outras duas em Barking (no leste de Londres). Mais prisões foram feitas no decorrer do dia 5. Muitos dos presos nas batidas policiais posteriores ao atentado foram soltos devido à falta de provas contra eles.

## Os agressores
Em 4 de junho, no dia seguinte ao atentado, a Secretária de Estado para os Assuntos Internos, Amber Rudd, afirmou: "Nós estamos confiantes sobre o fato de que os atacantes eram terroristas islâmicos; o jeito que eles foram inspirados, e nós precisamos saber mais sobre de onde essa radicalização veio". Mais tarde no mesmo dia, a agência de notícias islamita Amaq afirmou que o ataque foi executado por membros do grupo terrorista Estado Islâmico do Iraque e do Levante.
A 5 de junho, a Polícia Metropolitana de Londres identificou dois dos terroristas: Khuram Shazad 'Abz' Butt (nascido em 20 de abril de 1990), um cidadão britânico de origem paquistanesa e que já era conhecido das autoridades, e Rachid Redouane (nascido em 31 de julho de 1986), que tinha origem marroquina ou líbia, que nunca foi investigado pela polícia. A identidade do terceiro agressor só foi divulgada no dia 6 de junho. Ele seria Youssef Zaghba, um cidadão italiano de origem marroquina de 22 anos. Ele também não estava no radar do serviço de inteligência britânico.
Abz Butt tinha 27 anos e sua família era de Jhelum, no Paquistão, mas foi criado e viveu em Plaistow, no leste de Londres. Ele era associado ao grupo extremista banido al-Muhajiroun, que por sua vez estavam envolvidos em outros atentados no Reino Unido. Ele trabalhou no sistema de transporte de Londres e tinha uma esposa e dois filhos. Ele era conhecido por ter visões extremistas e foi expulso de duas mesquitas por este motivo. Em 2016, ele apareceu em um documentário chamado The Jihadis Next Door ("Os Jihadistas da porta ao Lado") da rede de televisão Channel 4, que mostrou ele discutindo com a polícia sobre o porte de uma bandeira da organização terrorista Estado Islâmico em Regent's Park. Abz foi supostamente influenciado por vídeos do Youtube de um extremista muçulmano americano, o clérigo Ahmad Musa Jibril.

## Reações
A Primeira-Ministra Theresa May retornou para Downing Street, parando sua campanha para as eleições gerais de 2017. Ela afirmou que o atentado estava sendo tratado como um "ato terrorista" e que os ataques recentes no Reino Unido só reforçava a "união do povo britânico contra o extremismo islâmico", o que ela disse ser uma "perversão do islã". May pediu por regulamentações de internet mais firmes para "privar os extremistas dos seus locais seguros na net", dizendo que as empresas de tecnologia não estavam fazendo o suficiente. Foi reportado que um dos terroristas foi radicalizado vendo vídeos no YouTube do clérigo americano Ahmad Musa Jibril. Abz Butt, de 27 anos, teria sido reportado anteriormente às autoridades por pessoas próximas a ele, mas a polícia não o prendeu. Grupos de defesa da liberdade na internet, como o Open Rights Group, criticaram a fala de May. Muitos acadêmicos afirmaram que a afirmação da primeira-ministra May foi simplista e um deles, Peter R. Neumann, disse que a visão dela sobre combater a radicalização era "intelectualmente preguiçosa".
O Líder da Oposição britânica, o trabalhista Jeremy Corbyn, e Tim Farron, líder dos Liberais Democratas, e o prefeito de Londres, Sadiq Khan, mandaram suas condolências via Twitter logo após os atentados, e agradeceram os esforços das forças de segurança e de saúde. Khan descreveu o ataque como "deliberado e covarde" e o condenou "nos termos mais fortes possíveis". O prefeito londrino mais tarde completou dizendo: "a cidade permanece uma das mais seguras do mundo" e disse que "não há razões para se alarmar" com a maior presença de policiais fortemente armados nas ruas.
Os partidos Conservador, Trabalhista, Liberal Democrata e Nacional Escocês suspenderam suas campanhas na eleição de 2017 por um dia após os ataques. O partido UKIP decidiu não suspender sua campanha como os demais; o seu líder, Paul Nuttall, afirmou que "isso é o que os extremistas querem". A primeira-ministra May confirmou que as eleições gerais, que estavam a acontecer cinco dias depois, iria rolar conforme planejado.
Harun Khan, secretário geral do Conselho Muçulmano da Grã-Bretanha, condenou o atentado.
Condolências, condenações e expressões de choque com o atentado, além falas de apoio, solidariedade e simpatia pelas vítimas e para o governo britânico foram emitidas por várias autoridades e governos nacionais pelo mundo, além de organizações supranacionais.